# Nobody but Me
Albums de Michael Bublé
To Be Loved
(2013) Love
(2018)
Nobody but Me est le septième album studio du chanteur canadien Michael Bublé. L'album est sorti le 21 octobre 2016 chez Reprise Records. Il est composé de trois chansons originales co-écrites avec Michael Bublé et neuf reprises.
Le premier single Nobody But Me est sorti le 19 août 2016. L'album comporte le titre "Someday", chanté en duo avec Meghan Trainor, qui a écrit ce titre avec Harry Styles. C'est la première fois que Michael Bublé enregistre un titre original dont il n'aura pas participé à l'écriture. 
L'album existe dans une version deluxe comprenant 4 titres bonus.

## Liste des titres
1. I Believe in You
2. My Kind of Girl
3. Nobody But Me (feat. Black Thought)
4. On an Evening in Roma (Sotter Celo de Roma)
5. Today Is Yesterday's Tomorrow
6. I Wanna Be Around
7. Someday (feat. Meghan Trainor)
8. My Baby Just Cares for Me
9. God Only Knows

## Ventes
| Date | Pays    | Certification | Vente    |
| ---- | ------- | ------------- | -------- |
| 2016 | Mondial |               | 100.000+ |